# Cheilanthes × gryphus
Cheilanthes × gryphus là một loài dương xỉ trong họ Pteridaceae. Loài này được Mickel mô tả khoa học đầu tiên năm 1988.
Danh pháp khoa học của loài này chưa được làm sáng tỏ. 